# SN 1963O
SN 1963O – supernowa typu I odkryta 10 sierpnia 1963 roku w galaktyce NGC 5905. Jej maksymalna jasność wynosiła 15,60m.